# Phil Sellers
Phillip "Phil" Sellers Jr. (Brooklyn, Nueva York, 20 de noviembre de 1953-Piscataway, Nueva Jersey, 20 de septiembre de 2023) fue un jugador de baloncesto estadounidense que disputó una temporada en la NBA, además de jugar en la CBA y la liga neerlandesa. Con 1,93 metros de estatura, jugaba en la posición de escolta.

## Trayectoria deportiva

### Universidad
Jugó durante cuatro temporadas con los Scarlet Knights de la Universidad Rutgers, en las que promedió 21,0 puntos y 9,8 rebotes por partido. Es el máximo anotador y reboteador de todos los tiempos de su universidad, llevándola en 1976 a disputar la Final Four de la NCAA, la única aparición del equipo hasta la fecha.
En 1975 apareció en el tercer mejor quinteto All-American, mientras que en 1976 lo hacía en el primero. En esas dos temporadas consiguió también el Premio Haggerty al mejor baloncestista universitario del área metropolitana de Nueva York.

### Profesional
Fue elegido en la trigésimo octava posición del Draft de la NBA de 1976 por Detroit Pistons, donde jugó una temporada como suplente de Chris Ford, promediando 4,5 puntos por partido.
Antes del comienzo de la temporada 1977-78 fue despedido, jugando posteriormente una temporada en la CBA y otra en la liga neerlandesa antes de retirarse.

## Estadísticas de su carrera en la NBA

### Temporada regular
| Temporada | Edad | Equipo          | Liga | P  | TIT | MIN | TC  | TCA | %TC  | 3P | 3PA | %3P | TL  | TLA | %TL  | R.OF. | R.DEF. | REB | ASIS | ROB | TAP | PER | FP  | PTS |
| 1976-77   | 23   | Detroit Pistons | NBA  | 44 |     | 7.5 | 1.7 | 4.3 | .384 |    |     |     | 1.2 | 1.6 | .722 | 0.4   | 0.5    | 0.9 | 0.6  | 0.5 | 0.0 |     | 1.3 | 4.5 |
| Total     |      |                 | NBA  | 44 |     | 7.5 | 1.7 | 4.3 | .384 |    |     |     | 1.2 | 1.6 | .722 | 0.4   | 0.5    | 0.9 | 0.6  | 0.5 | 0.0 |     | 1.3 | 4.5 |

### Playoffs
| Temporada | Edad | Equipo          | Liga | P | MIN | TCA | TC | 3PA | 3P | TLA | TL | R.OF. | REB | ASIS | ROB | TAP | PER | FP | PTS | %TC  | %3P | %FT  | MIN | PTS | REB | AST |
| 1976-77   | 23   | Detroit Pistons | NBA  | 1 | 6   | 1   | 4  |     |    | 1   | 4  | 1     | 2   | 0    | 0   | 0   |     | 2  | 3   | .250 |     | .250 | 6.0 | 3.0 | 2.0 | 0.0 |
| Total     |      |                 | NBA  | 1 | 6   | 1   | 4  |     |    | 1   | 4  | 1     | 2   | 0    | 0   | 0   |     | 2  | 3   | .250 |     | .250 | 6.0 | 3.0 | 2.0 | 0.0 |